# 沖繩銀行
株式会社沖繩銀行（おきなわぎんこう) 是地方銀行，總行位於沖繩縣那霸市久茂地，是一家與信托公司同時運營的地區性銀行。 沖繩金融集團的全資子公司。

## 概要
1956年6月，由當地財界實力人士國場幸太郎（國場組創業者）、大城鎌吉（大城組創業者）、宮城仁四郎（琉球煙草、宮古制糖社長）、稻嶺一郎（琉球石油創業者）等主導成立。
除了與琉球銀行一起每隔一年獲得縣指定金融機構的委托外，沖銀在縣內自治體中也經常被指定為金融機構（有時也會輪流與其他金融機構）。雖然沖縄銀行作為地銀協的成員行於1956年（昭和31年）和一個新的時代成立，但當時的沖縄縣處於美國佔領之下，並非根據所謂的「戰後地銀」制度設立。
獲得日本格付研究所評定為“A+”（單A加）（截至2023年5月8日）。
加強零售部門，推出全國首個三大疾病保障付住宅貸款和小型企業貸款等產品。此外，在利用某些貸款（證書貸款型）產品時，如果在店內出示日本紅十字會的獻血手冊或完賽（步行）證明書，可以享受最高2%的優惠利率服務，稱為“頑固優惠”。此外，目前仍然允許經營信托業務，正在銷售“金錢信托寬松”的產品。
近年來，積極進行支行的新建遷移（例如：小欖支行），並且將因合並而無人化的ATM店重新人化（例如：豊見城支店豊見城団地出張所→豊見城団地支店→關閉・無人化→豊見城支店Toyomi出張所再開設），另外，通過增設多媒體終端（MMK）“うちな〜ネット”計畫共同ATM等措施，再次推進店鋪的統合（如上所述Toyomi出張所也遷至豊見城支店內）。
目前僅存的縣外店鋪是東京支店（東京都中央區日本橋本町）。過去還曾設立大阪支店，但已廢止。

## 來源
1. ↑  『沖縄 だれにも書かれたくなかった戦後史 』p.436
2. ↑   (PDF) (新闻稿). 日本格付研究所. 2023-05-08  [2023-05-19]. （原始内容 (PDF)存档于2023-05-11）.

## 外部連結
- 沖繩銀行 （页面存档备份，存于）